# Castillo de Azagala

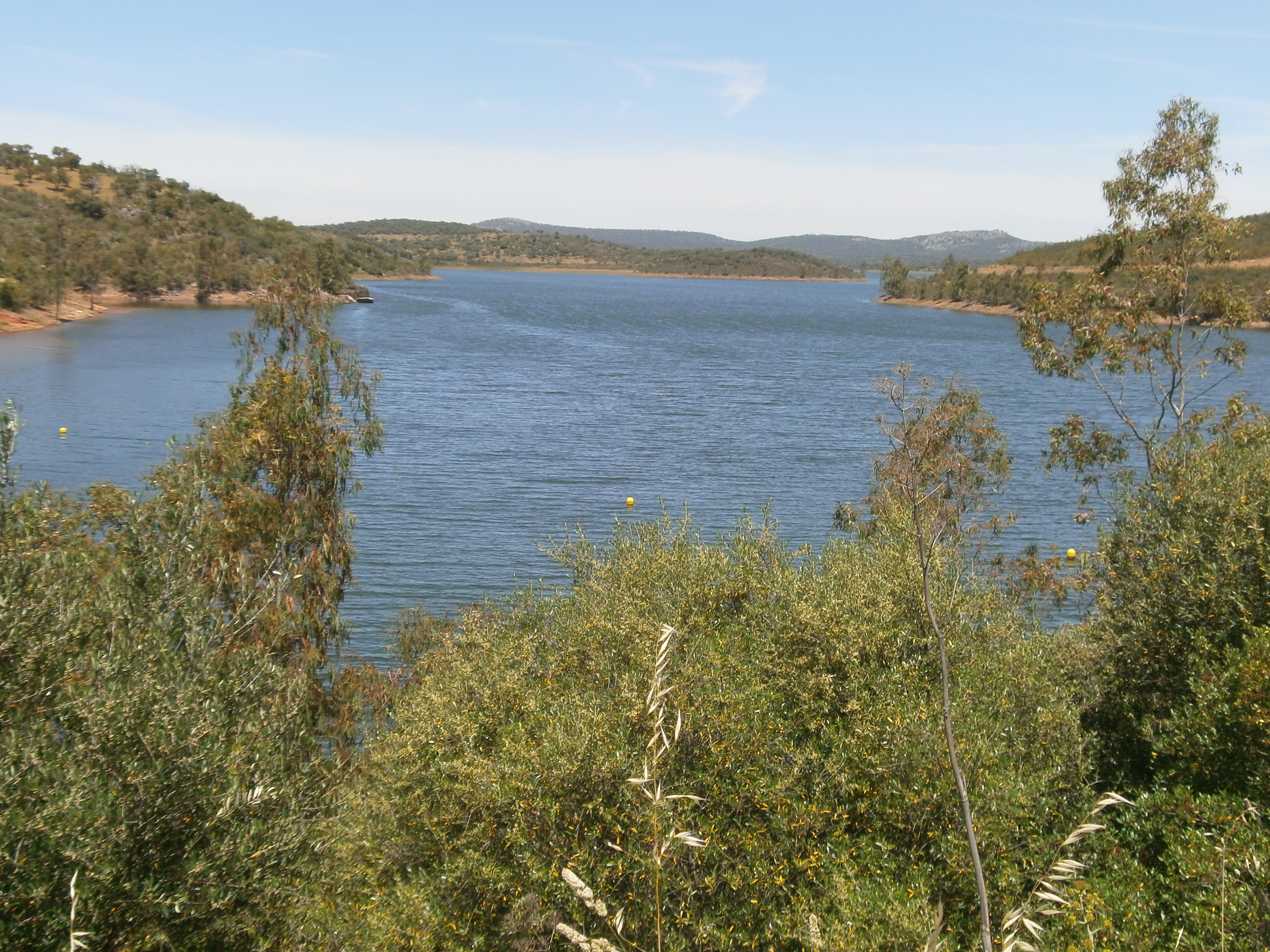
Embalse de Peña del Águila visto desde el castillo

El castillo de Azagala es una fortaleza del siglo XIII. Se encuentra en el término municipal de Alburquerque, municipio  español situado a unos 40 km de Badajoz, capital de la provincia del mismo nombre, en la Comunidad Autónoma de Extremadura, y a doce km de la propia localidad de Alburquerque. Orográficamente está situado en la «Serranía de Santiago», en plena Sierra de San Pedro, junto a la presa de «La Peña del Águila» construida para el aprovechamiento de las aguas de los ríos Zapatón, Saltillo y Albarragena.
En 2020 el castillo fue adquirido por el médico empresario Víctor Madera Núñez.

## Historia inicial
El castillo fue levantado en el siglo XIII después de ser reconquistada la población de Alburquerque y sus zonas limítrofes de forma definitiva. En su primera época su misión era fortalecer la línea defensiva frente a los musulmanes del sur y, más adelante, la de protección de las tropas castellanas frente a las belicosas fuerzas portuguesas que amenazaban por el oeste. Acompañaban al castillo de Azagala en este frente los castillos de Mayorga, Piedrabuena y el  Castillo de Luna. El nombre de este último, en Alburquerque, se debe a que uno de sus principales impulsores de la construcción fue Álvaro de Luna. Es uno de los castillos medievales más destacados de la denominada «Raya», como vulgarmente se llama a la frontera hispano-lusa. Algunos historiadores ponderan la posibilidad de que el castillo de Azagala estuviese construido sobre los restos de los cimientos de una fortaleza musulmana. Sin embargo, no quedan restos ni documentación que lo acredite. El nombre del castillo podría deberse a la batalla de Zalaca, Zagalla o Sagrajas que se libró en alguna zona próxima en el año 1086 entre las fuerzas cristianas mandadas por el rey  Alfonso VI durante su decidido empeño de expansionarse hacia el sur y las tropas musulmanas, que frenaron este avance.

### Torres del castillo
En la puerta de acceso a la «torre de las Armas» hay, además del escudo de armas de Martín Gil de Sousa, uno de los dos promotores principales de la construcción del castillo, una inscripción que relaciona los títulos de este personaje y la fecha de construcción del castillo, el año 1303. Esta «Torre de Armas», muy voluminosa, tiene un curioso e intrincado sistema de acceso a las plantas superiores. La planta más alta está cubierta por una bóveda de crucería ojival y  nervada, apoyada en columnas situadas en las esquinas. Estas columnas están rematadas en su parte superior por unos capiteles adornados con figuras geométricas y vegetales labradas en ellos. Además de esta, el castillo cuenta con otras torres cuyos nombres figuran en unos documentos hallados y que están fechados en el siglo XVI como son la «Torre del Homenaje» con matacanes y la «Torre de los Humos» de planta cuadrada, que aún conserva parte del almenado. En esta torre está situada la capilla y tiene una gran chimenea de la cual recibe su nombre. Por último está la «Torre de las Tres Esquinas», de planta triangular y situada en la parte más oriental de la fortaleza. Tanto las torres como el aljibe y la mayoría de las dependencias se levantaron entre los siglos XIV y XV. En el siglo XVI y durante los primeros años del siglo XVII, la Orden de Alcántara realizó trabajos de reconstrucción y acondicionamiento de las murallas y torres que estaban en mal estado. También levantaron nuevos edificios para aposentos y servicios agropecuarios.

## Construcción
La forma del castillo viene condicionada por la orografía donde está asentado. El castillo es de los llamados «roqueros», ya que está construido en la zona más alta de una angosta cresta rocosa de unos 140 metros de longitud con orientación este-oeste y flanqueado por dos hondonadas que han formado los riachuelos afluentes al río Zapatón, por lo que su planta es alargada y estrecha. Este condicionamiento hizo que se sucedieran patios consecutivos a diferentes niveles, todos ellos flanqueados por torres y murallas. Los materiales que se utilizaron para la construcción fueron sillares de granito, también conocido como piedra berroqueña, sillarejos y mampostería. La construcción está basada en tres recintos defensivos.

### Primer recinto
A través de él se accede al conjunto del castillo por una puerta en la zona occidental que está orientada al sur. Es la única forma de acceso posible, ya que los otros tres lados del estrecho conjunto dan a diferentes barrancos muy empinados y de gran profundidad. Este recinto, el más exterior, solamente era posible construirlo en el lado occidental, el menos inclinado, a cotas inferiores a las del castillo, situado en el lado meridional, ya que a lo largo de los flancos septentrional y  oriental el terreno es prácticamente vertical, sin árboles ni arbustos a los que poder agarrarse el enemigo para trepar u ocultarse ya que son de roca muy lisa y extremadamente empinada.

### Segundo recinto
Después de atravesar el patio del primer recinto se accede al segundo a través de un arco de medio punto, abierto en el flanco occidental el cual es estrecho ya que la entrada y salida de personas, animales y carruajes tenía que hacerse en dirección «este-oeste» y viceversa. Esta entrada está flanqueada por dos torreónes tras los cuales se sitúa la «Torre de las Armas».
La Torre es de planta cuadrada, tiene dos alturas y los materiales de construcción utilizados son el granito y la mampostería. La planta baja está cubierta por una bóveda de crucería  ojival. Está unida a la «Torre de Humos» —que es planta cuadrada y está coronada por almenas piramidales— por un lienzo de muralla de la zona sur de este segundo recinto, también almenado. La capilla que alberga la «Torre de Humos» está dedicada a la Virgen del Carmen si bien en la actualidad no queda ningún recuerdo sacro y está vacía.

### Tercer recinto
Está situado en la zona más oriental del castillo, es decir, la que está más lejana de la puerta de acceso a los recintos y donde su perímetro está formado por la muralla correspondiente sobre los taludes más encrespados del rocoso terreno. A principios del siglo XIX fue acondicionado para ser habitado por los nuevos dueños para los que se construyeron unas dependencias más cómodas y adecuadas a la época. En la parte más  nororiental se halla una curiosa torre triangular, llamada «Torre de las Tres Esquinas» precisamente por la forma de su planta; para su defensa estaba provista de  matacanes. En este caso particular, en el que la roca asciende casi vertical, el matacán es un elemento de gran eficacia defensiva pues a través de los orificios que tiene en el suelo se pueden tirar piedras, materiales a altas temperaturas y otros tipos de elementos, sobre el enemigo que se hallase debajo. Este tercer recinto tiene grandes balcones en las zonas norte y sur desde donde se domina visualmente el terreno circundante hasta bastante larga distancia. La más meridional está en voladizo, sustentada por arcadas y da a un patio que tiene un pozo en el centro.

## Primeros dueños del castillo
Durante la primera época del castillo, su dominio fue señorial si bien se citan por esa época las encomiendas que fueron unas instituciónes socioeconómicas mediante las cuales un grupo de individuos debían retribuir a otro en trabajo, especie o por otro medio, para disfrutar de un bien o una prestación que hubiesen recibido. Así aparecen la «Encomienda de Azagala», la de Piedrabuena y la de Mayorga que se citan en sendos documentos donde figuran los puntos del acuerdo entre la Orden de Alcántara y la ciudad de Badajoz, todo ello durante finales del siglo XIII y el siglo XIV.
El itinerario de dueños del castillo que se sucedieron desde mediados del siglo XIII fue el siguiente:
- A mediados del siglo XIII Sancho IV lo donó a Juan Alfonso Téllez de Meneses, señor de Alburquerque.[8]
- En 1303 se levantó la «Torre de las Armas» del castillo, sobre la que Martín Gil de Sousa colocó una placa conmemorativa.[8]
- En 1312 Martín Gil lo cedió a su sobrino Pedro Fernández de Castro, que retuvo la posesión del castillo hasta 1322.[8]
- En 1331 lo recibió Sancho, hijo del rey Alfonso XI quien falleció en su juventud y heredó sus señoríos su hermano homónimo  Sancho, I conde de Alburquerque. Este lo cede a su muerte a su hija Leonor de Alburquerque, condesa de Alburquerque y reina de Aragón, en 1374.[18]
- En 1418 lo heredó el hijo de Leonor, Enrique de Trastámara (infante de Aragón), quien, tras declarar la guerra a Álvaro de Luna, lo perdió a favor del de Luna. Don Álvaro recibió la posesión del castillo de manos del rey Juan II en 1445.[19][20]

Recuperado el señorío de Azagala por la Corona, lo cedió a don Álvaro de Luna hasta su muerte. En 1461 el castillo se reintegró definitivamente a la Orden de Alcántara cuyo registro del hecho está expuesto de forma expresa en las «Crónicas de la Orden». En ellas se da fe del trueque que el Maestre Gómez de Cáceres y Solís hizo con don Pedro Girón de Acuña Pacheco en el año 1461 mediante el cual Gómez de Cáceres entregó a Girón las fortalezas andaluzas de Morón de la Frontera y Cote y recibió a cambio el Castillo de Azagala y varias villas de la Baja Extremadura.
En 1461, el rey  Enrique IV devolvió el castillo a la Orden de Alcántara que fue recibido por Alonso de Monroy, clavero de la Orden, conocido con el apodo del «Sansón extremeño» por su altura, fortaleza y longevidad. Falleció en junio de 1511 en el propio castillo a la edad de 92 años.
Durante el siglo XVI, después de la muerte del Clavero de la Orden Alonso de Monroy, se llevaron a cabo en el castillo diversas obras de restauración y acondicionamiento para que pudiera acoger las novedades militares que habían surgido, como eran las armas de fuego, tanto cañones como espingardas y falconetes —estos últimos algo más pequeños que la espingarda—, que llegaron en gran cantidad. Durante el siglo XVII y principios del siglo XVIII el castillo sufrió varios asedios. El más importante del siglo XVII fue al que le sometieron los portugueses en la Guerra de Restauración portuguesa y en los inicios del siglo XVIII durante la Guerra de Sucesión Española.

## El castillo a partir delsigloXVII
A principios del siglo XVII, concretamente en 1629, esta fortaleza fue parcialmente abandonada y utilizada para otras actividades diferentes a la militares. El personal que lo habitaba se dedicaba a funciones meramente administrativas de las dehesas y  tierras de labrantío que le correspondían. En 1771 se dotó a la «Torre del Homenaje» de un campanario de  estilo barroco, fecha que está en una inscripción del propio campanario; tiene además ventanales y  matacanes. En 1746 José Gómez de Terán y Delgado fue nombrado marqués de Portago, título nobiliario español creado el 13 de octubre de 1744 por el rey  Felipe V. Cuatro años más tarde compró la «Encomienda de Azagala» que incluía entre sus bienes el castillo de Azagala, que ya se había desmembrado de la Orden de Alcántara.
Durante el siglo XIX funcionó como base de una explotación  agropecuaria y se mantuvo en buen estado de conservación, además se construyeron balconadas con una gran cristalera desde la que se observaban vistas espectaculares de la sierra y los regatos en el fondo; también se construyeron chimeneas de mármol y granito; vivían en él unas 350 personas.
En la Guerra Civil Española sirvió de refugio para maquis. En 1992 se jubiló el último guarda y el castillo quedó en total abandono, en semirruinas y lugar de expolio de posibles piezas valiosas. En la actualidad este castillo está incluido en la «Lista roja del Patrimonio» en Hispania Nostra, uno de los cinco monumentos de la provincia de Badajoz que están en ella. También está bajo la protección de la Declaración genérica del Decreto de 22 de abril de 1949, y la Ley 16/1985 sobre el Patrimonio Histórico Español.